# ミハイル・プレトニョフ
ミハイル・ヴァシーリエヴィチ・プレトニョフ（ロシア語: Михаил Васильевич Плетнёв、ラテン文字転写例: Mikhail Vasilievich Pletnev、1957年4月14日 - ）は、ロシアのピアニスト、指揮者。

## 人物・来歴
1957年、ソビエト連邦ロシア共和国アルハンゲリスクに生まれる。両親ともに音楽家で、幼少期から楽才を発揮した。13歳でモスクワ音楽院に入学し、ピアノをヤコフ・フリエールとレフ・ヴラセンコに師事。1978年にチャイコフスキー国際コンクールで金メダルを獲得し、国際的な注目を浴びるようになる。1980年代後半にヴァージン・クラシックスと契約してピアニストとして国際的に録音活動を始めるが、1990年に、ソ連で最初の私設オーケストラ、ロシア・ナショナル管弦楽団を設立して、指揮活動にも熱を注いだ。現在はドイツ・グラモフォンの専属アーティストとなり、ロシア・ナショナル管弦楽団の芸術監督も務めている。指揮者として、またピアニストとして1度ずつグラミー賞に入賞している。
ロシアのウクライナ侵攻後、政治的立場によりロシア・ナショナル管弦楽団の監督の座を追放され、35年来、家を持っていたスイスに完全に拠点を移す。ロシア・ナショナル管弦楽団の元メンバーやウクライナ人音楽家を含めた「ラフマニノフ・インターナショナル管弦楽団」を結成。現在は、ジュネーヴ在住。愛犬はコーギーのプーシク（Pusik）。コンサートにもコーギーを連れてくるほどの愛犬家。。

## ピアニストとして
ピアニストとして得意とするレパートリーは、ドメニコ・スカルラッティ、ベートーヴェン、ショパン、スクリャービン、ラフマニノフ、プロコフィエフで、自分はヴィルトゥオーソではないとたびたび発言しているが、カーネギー・ホールでのデビュー・コンサートを行った際は、アンコールでバラキレフの『イスラメイ』を演奏し、聴衆から大喝采をさらった。ラフマニノフのルツェルン湖畔の別荘では、遺産のピアノを用い、存命中のラフマニノフの演奏風景を再現して録音を行った。2006年にベートーヴェンのピアノ協奏曲全集を録音した後、一旦ピアニスト活動を引退したが、2013年にピアニスト活動を再開し、2014年には日本公演も行った。
また、チャイコフスキーのバレエ音楽『眠りの森の美女』や『くるみ割り人形』をピアノ独奏用に編曲し、ムズィカ（Muzyka）社より出版した。超絶技巧を凝らしたトランスクリプションで演奏技術の要求は非常に高いが、それゆえに他のピアニストからも支持されている。プロコフィエフの『シンデレラ』は2台ピアノ用組曲版をマルタ・アルゲリッチとの共演で録音している。

## 指揮者として
指揮者としては、チャイコフスキー、ラフマニノフ、ベートーヴェンの交響曲全曲を録音している。また、プロコフィエフのバレエ音楽『シンデレラ』も全曲版を録音している。日本では、2015年4月より東京フィルハーモニー交響楽団の特別客演指揮者を務めている。
ポピュラー音楽の分野では、手兵ロシア・ナショナル管弦楽団を率いて、小林武史が作曲した映画『GATE』の主題歌「GATE」を録音し、伊藤由奈と共演した。